# La cançó més misteriosa d'Internet
«La cançó més misteriosa d'Internet» («The Most Mysterious Song On The Internet» en anglès), també anomenada «Like the Wind», «Blind the Wind», «Check It In, Check It Out» o «Take It In, Take It Out», per la lletra interpretada en les seues estrofes, és el sobrenom amb que es coneix l'enregistrament d'una cançó que s'especula que s'hauria gravat en la dècada dels 80. El seu origen, autor, nom original i la data d'enregistrament es desconeixen.
La cançó es va gravar d'una retransmissió de Norddeutscher Rundfunk (NDR) en una data desconeguda. Des de 2019, la cançó es va convertir en un fenomen viral en Internet. Això va animar a molts usuaris de llocs com Reddit o Discord a involucrar-se, col·laborant amb esforç a trobar l'origen de la cançó.
El 4 de novembre de 2024, exactament 40 anys després de ser produïda, la cançó va ser identificada com a Subways Of Your Mind pel grup alemany FEX, de Kiel. El descobriment el va fer un usuari de Reddit anomenat "marijn1412", que s'hi va trobar, completament per casualitat, mentre llegia un antic arxiu del diari alemany Nordwest Zeitung. El diari esmentava una banda que havia guanyat un concurs de música a la ciutat de Bremen, descrivint la seua música com "Rock amb influències Wave i Pop". Aquella banda era FEX. marijn1412 estava investigant informació sobre antigues bandes alemanyes quan va descobrir el misteri. Després va contactar amb el líder de la banda, un artista anomenat Phret, que no tenia ni idea que la cançó s'havia convertit en una llegenda en línia. Després d'explicar tota la situació, Phret i FEX finalment van donar permís perquè la revelació es publicara obertament en línia, posant fi a la cerca.

## Història
Segons un article de Rolling Stone, un home anomenat Darius S. va gravar la cançó en un programa radiofònic anomenat Musik Für Junge Leute (de l'alemany, «Música per a joves», en valencià) que va sonar en l'emissora de ràdio pública alemanya NDR en 1984. Suposadament, Darius va gravar la cançó en una cinta anomenada «Cassette n.º 4», juntament amb cançons de XTC i The Cure, bandes coetànies a la dècada dels 80. Hi ha alguns indicis per a calcular l'any de gravació, com per exemple la coberta de la cinta Technics, que probablement s'usara com a base on gravar la cançó, i que també es va fabricar en 1984. Al moment de realitzar l'enregistrament, per tindre la cançó neta, Darius va decidir no incloure les veus dels presentadors, per la qual cosa no es pot saber a quina data pertany, ni el nom de la cançó ni el grup musical.
L'any 1985, Darius va crear una llista de cançons titulada «Unknown Pleasures» (prenent el nom del disc epònim de Joy Division, on va recollir les «cançons que més li agradaven, però que amb prou feines coneixia». El 2004, Darius va digitalitzar la seua llista de cançons i les va guardar com a arxius .aiff i .m4a. Lydia H., la germana de Darius, va crear per Darius una pàgina web com a regal d'aniversari. Darius va fer el web per popularitzar la llista de reproducció, incloent enllaços de descàrrega de totes les cançons.
El 18 de març de 2007, Lydia va començar a publicar la cançó en Internet per intentar identificar a l'artista i el títol de la cançó. Va publicar un fragment digital de la cançó en una web alemanya de fans del pop de sintetitzador dels 80 i en spiritofradio.ca, un web canadenc dedicat a identificar cançons pujades per fans.

## Fenomen viral d'Internet
El misteri de la cançó no identificada va començar a guanyar popularitat i es va convertir en viral en 2019, quan un adolescent brasiler anomenat Gabriel da Silva Vieira va començar a buscar proves del seu origen. Per fer-ho va pujar un clip de la cançó a YouTube i a molts subreddits de música en Reddit.
El 9 de juliol de 2019, l'usuari de YouTube Justin Whang va publicar un episodi de «Contes d'Internet» en el qual parlava de la cançó i el procés de recerca. Després de la publicació del vídeo, més usuaris d'Internet van contribuir a l'esforç d'identificar la cançó. Fins ara, s'han realitzat quatre episodis sobre la misteriosa cançó.
Després de publicar el vídeo, l'usuari de Reddit o/johnnymetoo va publicar un clip complet de la cançó, que va obtindre d'una de les publicacions de Usenet de Lydia el 21 de març de 2007. Des de llavors, s'han unit moltes persones de rellevància relacionats amb la cerca, com Paul Baskerville, el DJ del programa en el qual suposadament es va gravar la cançó, GEMA, una organització del govern alemany que arxiva música alemanya, i un canal de YouTube anomenat «80zforever», el qual té molts vídeos de música poc coneguda. Els contactes i clients potencials es guarden en un full de càlcul per fer un seguiment de la recerca. El servidor oficial de Discord també ha trobat diversos mitjans sense documentació i/o foscos de diversos gèneres.
El 10 de juliol de 2020, l'usuari de Reddit o/FlexxonMobil va aconseguir la llista completa de cançons que Baskerville havia programat en Musik Für Junge Leute en 1984 i la va publicar. No obstant això, després de realitzar algunes cerques, es va concloure que la cançó no estava en la llista, descartant efectivament la teoria que Baskerville havia emés la cançó. o/FlexxonMobil es va en contacte amb els arxius de NDR respecte a les llistes de reproducció de 1983 i 1984 d'altres DJs l'agost del 2020, i el gener de 2021, la comunitat va rebre llistes de reproducció dels programes Der Club i Nachtclub d’octubre i novembre de 1984 i van trobar diverses cançons que Darius i Lydia havien enregistrat, incloses les de la cinta BASF 4 | 1, cosa que fa pensar que el nom de la cançó pot aparéixer en alguna de les llistes de reproducció d'aquells mesos, que han continuat investigant.
A banda, hi ha una teoria que assenyala que els responsables de la cançó són o estrarien relacionats amb la banda grega Statues In Motion. S'ha contactat amb els antics membres Tommie Bouzianis i Billy Knight, amb la intenció que ells mateixos aporten verificació sobre la seua autoria; entre la gent que explora esta via es troba un usuari de YouTube anomenat «Cam G». Un altre usuari, que resultaria ser el mateix Bouzianis (com «tommie bz»), ha estat comentant en diversos vídeos relatius a la banda i la cançó. Una de les investigacions indica que el cantant de Statues in Motion, Alvin Dean, va mudar-se a Berlín després de la dissolució del grup, i que marxà amb gravacions i lletres d'algunes cançons que no publicaren al seu últim disc.
Posteriorment, des d'Àustria s'ha assenyalat que els autors haurien sigut Ronnie Urini i Christian Brandl, morts el 1987, i que la lletra original, inèdita, seria en alemany.